# Coupe d'Europe de hockey sur glace 1987-1988
Navigation
Coupe d'Europe 1986-1987 Coupe d'Europe 1988-1989
La saison 1987-1988 est la 23e édition de la Coupe d'Europe de hockey sur glace.

## Tour préliminaire
| Équipe 1     | Score     | Équipe 2           |
| ------------ | --------- | ------------------ |
| Slavia Sofia | 5:8, 3:11 | Murrayfield Racers |

## Phase de poule

### Groupe A
(Megève, France)
| Équipe 1          | Score | Équipe 2            |
| ----------------- | ----- | ------------------- |
| Tappara           | 5:1   | HC Steaua Bucureşti |
| Mont-Blanc        | 5:3   | Podhale Nowy Targ   |
| Podhale Nowy Targ | 3:2   | HC Steaua Bucureşti |
| Mont-Blanc        | 2:11  | Tappara             |
| Mont-Blanc        | 7:0   | HC Steaua Bucureşti |
| Tappara           | 5:1   | Podhale Nowy Targ   |

| Rang | Équipe              | Points |
| 1    | Tappara             | 6      |
| 2    | Mont-Blanc          | 4      |
| 3    | Podhale Nowy Targ   | 2      |
| 4    | HC Steaua Bucureşti | 0      |

### Groupe B
(Varèse, Italie)
| Équipe 1          | Score | Équipe 2        |
| ----------------- | ----- | --------------- |
| AS Mastini Varese | 0:6   | Tesla Pardubice |
| HC Lugano         | 5:1   | HK Jesenice     |
| AS Mastini Varese | 3:1   | HK Jesenice     |
| HC Lugano         | 4:5   | Tesla Pardubice |
| Tesla Pardubice   | 8:3   | HK Jesenice     |
| AS Mastini Varese | 2:2   | HC Lugano       |

| Rang | Équipe            | Points |
| 1    | Tesla Pardubice   | 6      |
| 2    | HC Lugano         | 3      |
| 3    | AS Mastini Varese | 3      |
| 4    | HK Jesenice       | 0      |

### Groupe C
(Oslo, Norvège)
| Équipe 1      | Score | Équipe 2      |
| ------------- | ----- | ------------- |
| CSKA Moscou   | 13:0  | Dynamo Berlin |
| Vålerenga     | 12:3  | Herning IK    |
| CSKA Moscou   | 13:0  | Herning IK    |
| Vålerenga     | 3:2   | Dynamo Berlin |
| Dynamo Berlin | 5:3   | Herning IK    |
| Vålerenga     | 0:5   | CSKA Moscou   |

| Rang | Équipe        | Points |
| 1    | CSKA Moscou   | 6      |
| 2    | Vålerenga     | 4      |
| 3    | Dynamo Berlin | 2      |
| 4    | Herning IK    | 0      |

### Groupe D
(Rotterdam, Pays-Bas)
| Équipe 1          | Score | Équipe 2           |
| ----------------- | ----- | ------------------ |
| IF Björklöven     | 3:1   | Kölner EC          |
| Rotterdam Panda's | 17:2  | Murrayfield Racers |
| IF Björklöven     | 8:3   | Murrayfield Racers |
| Rotterdam Panda's | 3:8   | Kölner EC          |
| Kölner EC         | 24:0  | Murrayfield Racers |
| Rotterdam Panda's | 1:10  | IF Björklöven      |

| Rang | Équipe             | Points |
| 1    | IF Björklöven      | 6      |
| 2    | Kölner EC          | 4      |
| 3    | Rotterdam Panda's  | 2      |
| 4    | Murrayfield Racers | 0      |

## Groupe final
(Davos, Suisse)
| Équipe 1        | Score | Équipe 2        |
| --------------- | ----- | --------------- |
| Tesla Pardubice | 2:2   | IF Björklöven   |
| CSKA Moscou     | 8:2   | Tappara         |
| Tesla Pardubice | 5:2   | Tappara         |
| CSKA Moscou     | 6:1   | IF Björklöven   |
| Tappara         | 12:4  | IF Björklöven   |
| CSKA Moscou     | 2:1   | Tesla Pardubice |

| Rang | Équipe          | Points |
| 1    | CSKA Moscou     | 6      |
| 2    | Tesla Pardubice | 3      |
| 3    | Tappara         | 2      |
| 4    | IF Björklöven   | 1      |

## Bilan
Le CSKA Moscou remporte la 23e Coupe d'Europe.